# Филистион
Филистион (427—347 гг. до н. э.) — древнегреческий врач, представитель медицинской школы Великой Греции.

## Жизнеописание
Родился в Локри (современная Италия) в семье врачей. С детства он изучал особенности лечения болезней. Вскоре стал довольно известным среди локрийской знати. Когда тиран Дионисий I женился на Дорисе, представительнице знатнейшей семьи Локр, Филистион был приглашен сначала в качестве личного врача Дорисы, а потом самого Дионисия. С этого времени Филистион жил в Сиракузах. Здесь он стал переписываться с Платоном. После смерти Дионисия I Филистион продолжал занимать должность придворного врача при следующих тиранах Сиракуз.

## Медицина
Филистион был не только практикующим врачом, но и теоретиком медицины. На взгляды Филистиона значительное влияние имело мировоззрение Эмпедокла. Филистион считал, что человеческое тело состоит из четырех элементов — вода, огонь, воздух, земля. Учитывая это и лечение человека должно быть соответствующим. От того, как между собой контактируют и соотносятся эти элементы, зависит и самочувствие человека, отсюда и болезни.
По некоторым сведениям Филистион написал два трактата о диете, которые впоследствии вошли в книги «Корпус Гиппократа». Был изобретателем механизма для лечения вывихов конечностей. Также написал кулинарную книгу.